# Parallelia crenulata
Parallelia crenulata är en fjärilsart som beskrevs av George Thomas Bethune-Baker 1914. Parallelia crenulata ingår i släktet Parallelia och familjen nattflyn. Inga underarter finns listade i Catalogue of Life.